# Milaan-San Remo 1979
De wielerwedstrijd Milaan-San Remo 1979 werd verreden op zaterdag 17 maart 1979. Het parcours van deze 70e editie was 288 kilometer lang. De Belg Roger De Vlaeminck won de sprint van een groep van 15 en verwees de Italiaan Giuseppe Saronni en de Noor Knut Knudsen naar de tweede en derde plaats. De Vlaeminck en Saronni prolongeerden hun resultaat van een jaar eerder.

## Uitslag
| Milaan–San Remo 1979 |                        |                       |          |
| Plaats               | Naam                   | Ploeg                 | Tijd     |
| Winnaar              | Roger De Vlaeminck     | Gis Gelati-Colnago    | 7u05'44" |
| 2                    | Giuseppe Saronni       | SCIC-Bottecchia       | z.t.     |
| 3                    | Knut Knudsen           | Bianchi               | z.t.     |
| 4                    | Francesco Moser        | Sanson-Luxor TV       | z.t.     |
| 5                    | Giuseppe Martinelli    | San Giacomo-Benotto   | z.t.     |
| 6                    | Luciano Borgognoni     | CBM Fast              | z.t.     |
| 7                    | Bernard Hinault        | Renault-Gitane        | z.t.     |
| 8                    | Daniel Willems         | IJsboerke-Warncke     | z.t.     |
| 9                    | Giovanni Mantovani     | Inoxpran              | z.t.     |
| 10                   | Mario Beccia           | Mecap-Hoonved         | z.t.     |
| 11                   | Jean-Luc Vandenbroucke | Peugeot-Esso-Michelin | z.t.     |
| 12                   | Jan Raas               | TI-Raleigh-McGregor   | z.t.     |
| 13                   | Joop Zoetemelk         | Mike-Mercier          | z.t.     |
| 14                   | Michel Pollentier      | Splendor-Euro Soap    | z.t.     |
| 15                   | Gerrie Knetemann       | TI-Raleigh-McGregor   | z.t.     |
| 16                   | Marc Demeyer           | Flandria              | +0'20"   |
| 17                   | Walter Planckaert      | Miniflat-VDB          | z.t.     |
| 18                   | Marc Renier            | KAS-Campagnolo        | z.t.     |
| 19                   | Salvatore Maccali      | Bianchi               | z.t.     |
| 20                   | Paul Sherwen           | Fiat-La France        | z.t.     |

1907 · 1908 · 1909 · 1910 · 1911 · 1912 · 1913 · 1914 · 1915 · 1916 · 1917 · 1918 · 1919 · 1920 · 1921 · 1922 · 1923 · 1924 · 1925 · 1926 · 1927 · 1928 · 1929 · 1930 · 1931 · 1932 · 1933 · 1934 · 1935 · 1936 · 1937 · 1938 · 1939 · 1940 · 1941 · 1942 · 1943 · 1944 · 1945 · 1946 · 1947 · 1948 · 1949 · 1950 · 1951 · 1952 · 1953 · 1954 · 1955 · 1956 · 1957 · 1958 · 1959 · 1960 · 1961 · 1962 · 1963 · 1964 · 1965 · 1966 · 1967 · 1968 · 1969 · 1970 · 1971 · 1972 · 1973 · 1974 · 1975 · 1976 · 1977 · 1978 · 1979 · 1980 · 1981 · 1982 · 1983 · 1984 · 1985 · 1986 · 1987 · 1988 · 1989 · 1990 · 1991 · 1992 · 1993 · 1994 · 1995 · 1996 · 1997 · 1998 · 1999 · 2000 · 2001 · 2002 · 2003 · 2004 · 2005 · 2006 · 2007 · 2008 · 2009 · 2010 · 2011 · 2012 · 2013 · 2014 · 2015 · 2016 · 2017 · 2018 · 2019 · 2020 · 2021 · 2022 · 2023 · 2024 · 2025
Lijst van beklimmingen